# 凱旋級核潛艇
凱旋級核潛艇（法語：Classe Le Triomphant）是法國海軍現役的彈道導彈核潛艇，共有4艘，分別於1997、1999、2004及2010年服役。四艘核潛艇取代原有的六艘可畏級核潛艇，成為法國核懾力的一部份。

## 技術
潛艇均由DCNS公司所製造。凱旋級核潛艇所產生的噪音只有可畏級核潛艇的1/1000，偵測其他潛艇的能力也較可畏級核潛艇銳利10倍。船體外層塗上了消聲塗層，可吸收声呐發出的聲波。新型螺旋槳可避免出現空穴現象。

## 武器
因M5系列潛射彈道飛彈開發延誤，前三艘凱旋級飛彈艙只能續用舊式的M45彈道飛彈，僅有21世紀開工的猛烈號在完工時配備了最新式的M51彈道飛彈。
M51安裝在猛烈號後，於2010年10月在大西洋近法國水域進行第一次測試，成功發射導彈。新型的M51導彈，速度超過25馬赫，射程由M45的6000公里，提升到超過10,000公里。M51彈道飛彈在2015年研發出性能改進的M51.2洲際彈道飛彈，前三艘凱旋級計畫在20年大修更換燃料之際一併進行彈道飛彈艙改良工程，凱旋號升級預計在2018年完成。

## 同級艇
| 舰名 (法文) | 舰名 (中文) | 編號 | 安放龍骨   | 下水      | 服役       |
| ----------- | ----------- | ---- | ---------- | --------- | ---------- |
|             | 凱旋號      | S616 | 1989/7/9   | 1994/3/26 | 1997/3/21  |
|             | 大膽號      | S617 | 1993/12/18 | 1998/1/21 | 1999/12/23 |
|             | 警戒號      | S618 | 1997       | 2003/9/19 | 2004/11/26 |
|             | 猛烈號      | S619 | 2000/10/24 | 2008/3/21 | 2010/9/20  |

## 意外

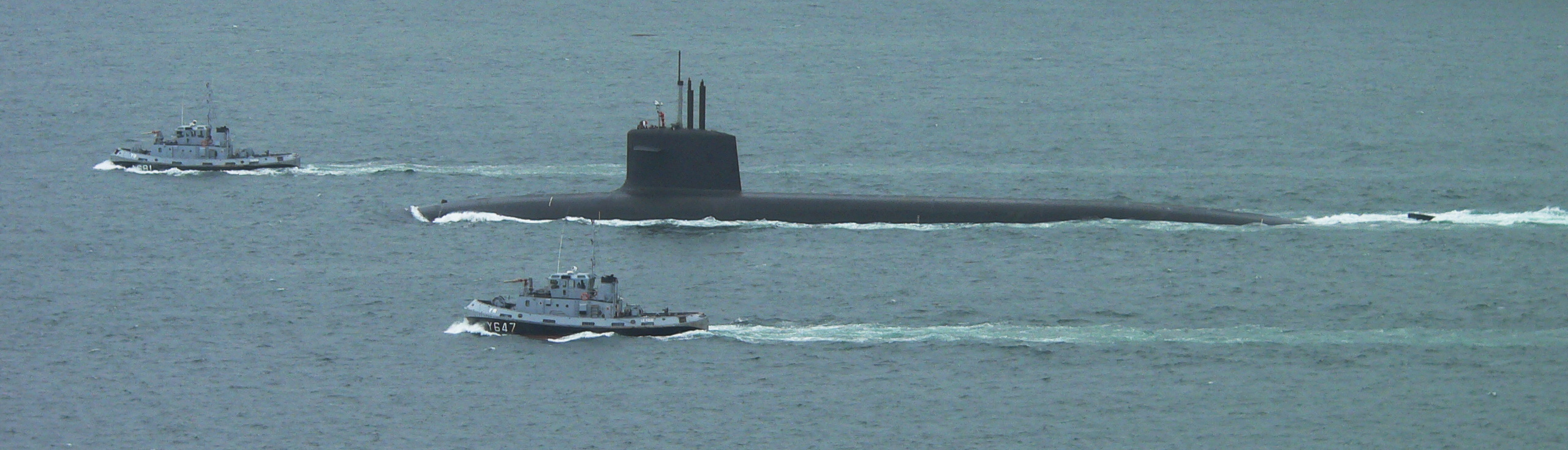
S619號

2009年2月3日或4日，凱旋號完成任務返航途中，與英國皇家海軍核潛艇先鋒號（先鋒級首艦）相撞。兩艘核潛艇都載有核彈頭。凱旋號聲納罩幾乎全毀，塔臺及側翼等處有不同程度損壞。法國國防部表示，凱旋號上沒有人員傷亡，核反應堆、核彈頭及導彈均沒有受損。有軍事專家估計，潛艇的靜音技術大幅提高，加上聲音在海中傳播的複雜性，是兩艘先進核潛艇碰撞的原因。

## 戰備
美國「國防新聞」報導，法國海軍的「大膽號」核動力彈道飛彈潛艦（S617），12日成功試射M51潛射彈道飛彈，獲得操作該武器的認證，也終於讓法國海軍「凱旋級」彈道飛彈潛艦（Triomphant-class），全面進入M51時代。根據報導，M51飛彈自法國西北部布列塔尼的歐地耶納灣（Audierne）發射，最後落入北大西洋；法國國防部長帕利於推特強調，測試全程皆在雷達追蹤下完成，目標區域與最近的陸地距離「數百英里」，且該彈並未搭載彈頭，嚴格遵守國際承諾。1999年服役的「大膽號」於2018年入廠大修，總計進行19個月的現代化升級，使其能夠操作M51飛彈。由於M51研發時程延宕，法軍4艘「凱旋級」中，僅2010年服役的4號艦「恐怖號」（S619），在出廠時便已整合M51，其餘3艦皆須經過後續改裝，才能以M51替換射程較短、打擊能力也較弱的M45潛射彈道飛彈。

## 外部連結
- SNLE-NG Le Triomphant（介紹法國海軍的非官方網站）